# L'Écran français
L'Écran français est une revue de cinéma française hebdomadaire publiée de 1943 à 1952 sous l'égide du Comité de libération du cinéma français.

## Historique
D'inspiration communiste, L'Écran français est diffusé clandestinement de décembre 1943 à juillet 1945. Le premier numéro « libre » paraît le 4 juillet 1945 ; le dernier (no 348) est daté du 12 mars 1952. Son tirage atteint 110 000 exemplaires à la fin de l'année 1945.
L'Écran français « se situe entre le magazine populaire et la revue savante, tout en affirmant un ancrage professionnel important avec la valorisation des savoirs faire techniques ou la défense du cinéma français. Les premières années, de 1945 à 1946, sont florissantes à la fois en raison des journalistes qui y collaborent, des débats d’idées qui y sont échangés, mais aussi grâce à l’engagement corporatif avec la tribune des ciné-clubs ou la défense de l’IDHEC, menacé un temps de fermeture par manque de financement ».
On compte parmi ses collaborateurs Alexandre Astruc, André Bazin, Jean George Auriol, Jacques-Bernard Brunius, Lucienne Escoube, Jean-Charles Tacchella, Georges Sadoul.
Roger Boussinot en assure la rédaction en chef à partir du mois de mars 1950.